# Antinòmia
Antinòmia (del grec ἀντί anti-, contra, i νόμος nomos, llei; antinomia, contradicció en la llei) és un terme emprat en la lògica i l'epistemologia que, en sentit lax, significa paradoxa o contradicció irresoluble.
Immanuel Kant va sostenir que quan la raó depassa l'experiència possible sovint cau en diverses antinòmies; és a dir, perspectives igualment racionals però contradictòries. Al vocabulari kantià, «raó» no remet a una facultat que compleixi la funció d'establir les veritats racionals, ja que segons el seu plantejament, aquesta supera l'experiència possible i esdevé transcendent. Per exemple, Kant pensava que s'hi podia arribar, a partir de la suposició que el món té un començament en el temps, a la conclusió que no en tenia, i viceversa. L'estudi d'aquests fenòmens forma part del programa crític de Kant per determinar els límits de la ciència i de la investigació filosòfica.
De fet, les antinòmies no tenen en compte les limitacions dabast del raonament lògic, com sovint es creu. Això és perquè la conclusió que hi ha una limitació es deriva (suposadament) d'una antinomia per raonament lògic; per tant, tota limitació de la validesa del raonament lògic imposa una limitació a la conclusió que el raonament lògic té una limitació (aquest és un argument per autoreferència). En resum, quant a la validesa del raonament lògic en la seva totalitat, les antinòmies s'aïllen soles; són com discontinuïtats disperses dins del camp de la lògica, incapaços de posar alguna cosa en dubte, excepte a si mateixes.
A la lògica, l'existència de dos enunciats contradictoris sobre un objecte, amb la fonamentació lògica convincent per igual és una antinomia. Algunes antinomias van ser plantejades per Zenón, filòsof grec antic (h. 490-430 a. C.): l'anomenada aporia d'Aquil·les, una d'elles. En lògica matemàtica es fan servir tres conceptes: «contradicció», «paradoxa» i «antinòmia». H. Curry i S. Kleene, destacats lògics nord-americans, els consideren sinònims.

## Les quatre antinòmies kantianes
En la Crítica de la raó pura (1781) el filòsof Inmanuel Kant descriu quatre antinòmies que el van portar a desconfiar profundament de la raó, relacionades amb:
- La finitud o no del Món.

- L'existència o no d'un ens simple indivisible.
- L'existència o no de la llibertat.
- L'existència o no de Déu.